# Michel Sitjar
Michel Sitjar   (Tolosa, 13 de setembre de 1942 - La Magistèra, 10 de juny de 2019) va ser un jugador de rugbi francès. Va jugar com a flanker. Va disputar 13 partits per a la selecció nacional de França entre 1964 i 1967. Va jugar al Sporting Union Agenais entre 1961 i 1970, club amb el qual va guanyar tres Escuts de Brennus (1962, 1965 i 1966). També va jugar al rugbi a 13 al club del XIII Català després d'interrompre la seva carrera molt d'hora, als 28 anys. Va néixer a Castèlsagrat.
Sitjar va morir per suïcidi el 10 de juny de 2019 a La Magistèra. Tenia 76 anys.